# Campionatul de fotbal din Eritreea
Campionatul de fotbal din Eritrea este o competiție de fotbal amator care repezintă primul eșalon din sistemul competițional fotbalistic din Eritrea.

## Echipe
- Adulis Club (Asmara)
- Akria
- Al Tahrir (Asmara)
- Asmara Brewery
- City Center FC
- Denden F.C.
- Edaga Hamus
- Geza Banda
- Maitemenai
- Red Sea FC (Asmara)
- Tesfa FC

## Campioane
- 1994 : necunoscut
- 1995 : Red Sea FC (Asmara)
- 1996 : Adulis Club (Asmara)
- 1997 : Al Tahrir (Asmara)
- 1998 : Red Sea FC (Asmara)
- 1999 : Red Sea FC (Asmara)
- 2000 : Red Sea FC (Asmara)
- 2001 : Hintsa (Asmara)
- 2002 : Red Sea FC (Asmara)
- 2003 : Anseba S.C. (Keren)
- 2004 : Adulis Club (Asmara)
- 2005 : Red Sea FC (Asmara)
- 2006 : Adulis Club (Asmara)
- 2007 : Al Tahrir (Asmara)
- 2008 : Asmara Brewery
- 2009 : Red Sea FC (Asmara)

## Performanțe după club
| Club           | Oraș   | Titluri | Ultimul titlu |
| -------------- | ------ | ------- | ------------- |
| Red Sea FC     | Asmara | 7       | 2009          |
| Adulis Club    | Asmara | 3       | 2006          |
| Al Tahrir      | Asmara | 2       | 2007          |
| Anseba S.C.    | Keren  | 1       | 2003          |
| Hintsa         | Asmara | 1       | 2001          |
| Asmara Brewery | Asmara | 1       | 2008          |